# Orahovica
Orahovica (pronunciado en español: Oracoviza o Orajoviza) es una ciudad de Croacia en el condado de Virovitica-Podravina, región histórica de Eslavonia. El nombre de Orahovica deriva de la palabra orah que significa nogal.

## Historia
Orahovica se menciona por primera vez en el año 1228, en un documento histórico expedido por el rey Andrés II de Hungría.
La fortificación de Ružica fue mencionada por primera vez en el año 1357 como una propiedad real. En el siglo XV y en la primera mitad del siglo XVI la ciudad era una comunidad emergente.
Suleiman II, en su campaña del año 1543, conquistó Orahovica. El mandato turco duró hasta el año 1687, período en el que la ciudad llegó a ser un notable sandjak. Tras la liberación, y hasta el final del siglo XIX, varias familias nobles, como la familia Pejačević (en húngaro y alemán Pejácsevich), y la familia Mihalović, dirigieron la ciudad.
En el siglo XX, la ciudad fue centro de una vasta municipalidad con una industria bien desarrollada e importante agricultura. 
Durante la Guerra Croata de Independencia Orahovica sufrió numerosos ataques de artillería que causaron importantes daños materiales.

## Geografía
Se encuentra a una altitud de 183 m s. n. m. a  km de la capital nacional, Zagreb.

## Demografía
En el censo 2021 el total de población de la ciudad fue de 4.552 habitantes, distribuidos en las siguientes localidades:
- Bijeljevina Orahovička - 11
- Crkvari - 112
- Dolci - 238
- Donja Pištana - 207
- Duzluk - 137
- Gornja Pištana - 8
- Karlovac Feričanački - 9
- Kokočak - 8
- Magadinovac - 9
- Nova Jošava - 154
- Orahovica - 3.395
- Stara Jošava - 238
- Šumeđe - 26

| Gráfica de población de Orahovica 1857-2021                         |
|                                                                     |
| Según los censos de población de la oficina estadística de Croacia. |

## Economía
Orahovica tiene una industria bien desarrollada (producción de azulejos, paneles de parqué, producción vinícola, procesado de frutas y verduras, procesado de metal...). La agricultura tiene un importante papel en la economía de la ciudad (cultivos de maíz y ganadería, pescado, frutas y viñedos).